# VinFast VF e34
VinFast VF e34 — компактний електричний кросовер, який виробляє VinFast з Vingroup з 2021 року. 

## Огляд
У другій половині січня 2021 року VinFast офіційно представив лінійку своїх перших електрокарів , що складається з трьох кросоверів різного розміру.  Найменшою з них була субкомпактна модель під назвою VF e34. 
У грудні 2021 року першу партію зі 100 автомобілів Vinfast VF e34 було доставлено в’єтнамським клієнтам. VF e34 також став першою моделлю електромобіля VinFast на акумуляторі та першим електромобілем, який виготовлятиметься та продаватиметься у В’єтнамі. 